# Karsten Munkvad
Karsten Munkvad (født 18. november 1954[kilde mangler]) er en dansk idrætsleder. Han var formand for Dansk Atletik Forbund fra oktober 2012, hvor han afløste Lars Vermund. Han sad som bestyrelsesmedlem i Dansk Atletik Forbund under fem forskellige formænd, inden han i 2012 selv overtog posten. Den 1. juli 2021 overlod han formandsposten til Bent Jensen.